# Заннанза
Заннанза (Цаннанца, Цаннанцас; умер в ок. 1324 года до н. э.) — хеттский царевич, сын правителя Суппилулиумы I. Несостоявшийся фараон Древнего Египта (после смерти Тутанхамона), чья смерть усугубила хеттско-египетские отношения, привела к военному конфликту. Это одно из самых необычных и противоречивых событий в древней ближневосточной истории.

## Письменные источники
Сведения о Заннанзе и несостоявшемся династическом браке сохранились на глиняных табличках Богазкёйского архива, обнаруженных в центральной Анатолии (совр. поселение Богазкале в Турции). В древности здесь располагалась столица Хеттского царства — город Хаттуса. Сохранился отчёт на 7 табличке, фрагменты писем от Дахамунцу на аккадском языке и наброски ответов официального письма Суппилулиумы I после убийства Заннанзы.

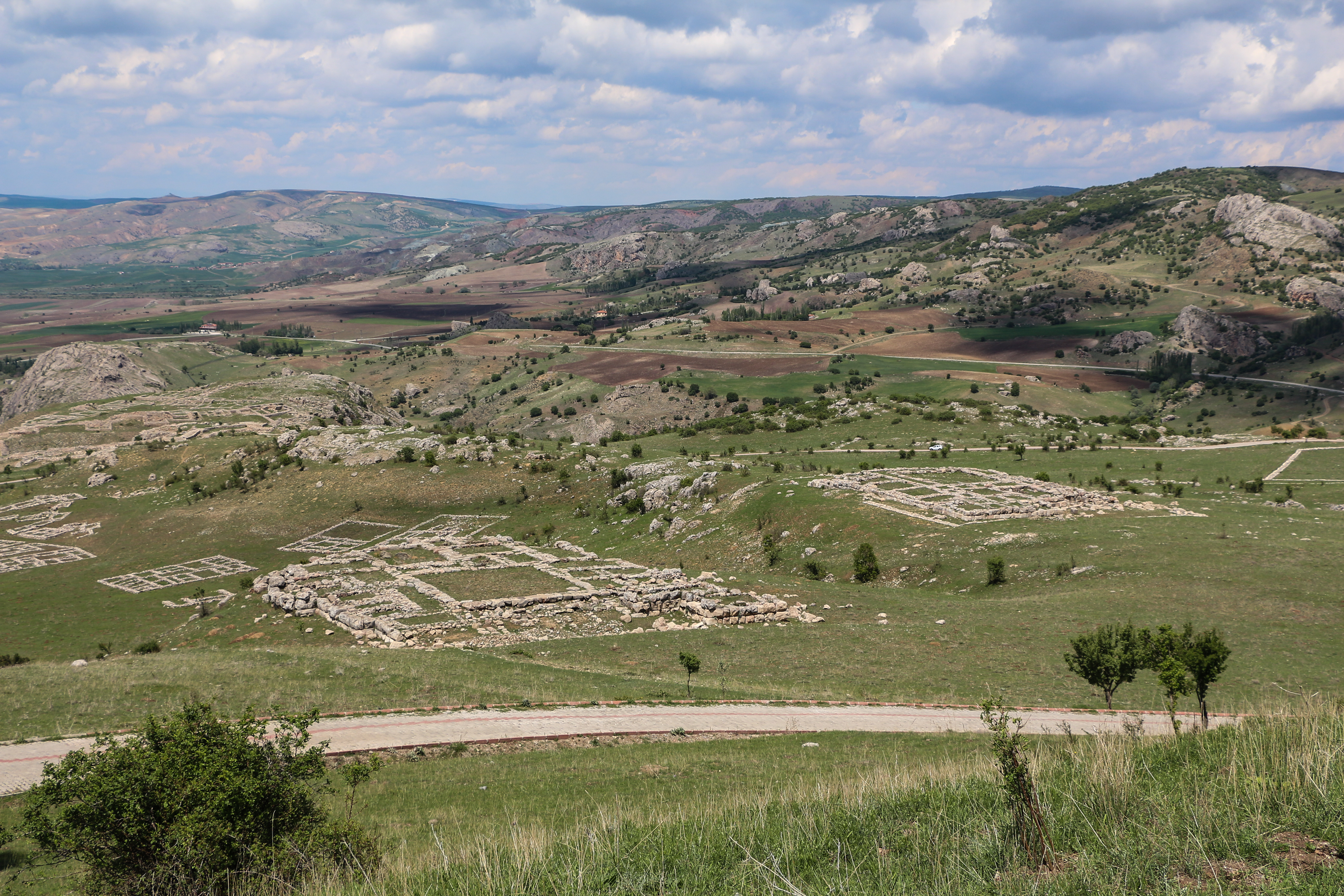
Руины храма Хаттусы, где обнаружили архив глиняных табличек хеттских царей.

## Биография

### Жених
После смерти фараона Тутанхамона единственным представителем царской династии была вдовствующая юная царица Анхесенамон. Опасаясь, что ей придётся вступить в неравный брак, Анхесенамон написала просьбу правителю хеттов Суппилулиуме I — прислать сына ей в мужья. В «Деяниях Суппилулиумы» вдовствующую египетскую царицу именуют Дахамунцу (искаж. от «та-хемет-несу» — егип. t3-ḥm.t-nsw - «царская жена»):
… Муж у меня умер, сына же у меня нет. У тебя же, сказывают, много сыновей. Если ты дашь мне одного твоего сына, (то) он станет моим мужем. Никогда я не возьму своего подданного и не сделаю его своим мужем!
Ситуация была беспрецедентна — пригласить править Египтом чужестранца. Опасаясь подвоха, Суппилулима I направил посольство во главе с Хаттусацити к египетскому двору удостовериться в подлинности намерений Анхесенамон. Суппилулима I взял мощную крепость митаннийцев Каркемиш и посадил править на завоёванных территориях своих сыновей: Телепину стал царём Алеппо, Пияссили, — царём Каркемиша. Египет утратил контроль над вассальными землями Амка (совр. территория Сирии).
Суппилулиума I перезимовал в столице Хатти, а весной нового года в Хаттусу вернулся Хаттусацити с египетским послом Хани. Они подтвердили желание египетской царицы:

Почему ты так говоришь: «Уж не обманывают ли они меня?» Если бы у меня был сын, разве я написала бы в другую страну о своём собственном унижении (и) унижении моей страны? И ты мне не поверил и даже так говоришь мне! Тот, кто был моим мужем, умер. Сына у меня нет. Никогда я не возьму своего подданного и не сделаю его своим мужем! Ни в какую другую страну я не написала, а написала (только) тебе! У тебя, сказывают, много сыновей. Дай мне одного твоего сына и мне он будет мужем, а в Египте он (будет) царём!
Даже получив подтверждение из Египта, Суппилулиума I опасался мести египтян за отторгнутые территории, о чём свидетельствует его разговор с посланником Хани:

…Он сказал Хани, послу Египта: «Я был к вам благосклонен. Но вы мне внезапно причинили зло. Вы напали на человека Кинца, которого я защитил от царя страны хурритов. Когда я услышал об этом, я прогневался. И я послал воинов, и колесницы, и военачальников. Они отправились и вторглись в ваши пределы, в страну Амка. И когда они напали на страну Амка, то вы, должно быть, испугались. И поэтому вы все просите у меня моего сына, будто я должен его вам дать. Но он же будет у вас как заложник, а царём вы его так и не сделаете». Так отвечал тогда Хани моему отцу: «О мой господин! Это унижение нашей страны! Если бы у нас был сын нашего царя, разве пошли бы мы в чужую страну, разве стали бы мы просить господина прийти к нам править нами? Тот, кого звали Нибхурурияс, умер, а сына у него не было. Вдова нашего господина одинока. Мы просим, чтобы сын нашего господина стал царём в Египте, мы просим, чтобы он стал мужем женщины, нашей госпожи. Больше ни к какой другой стране мы не обращались. Только сюда мы пришли. Теперь, о наш господин, дай нам своего сына!» (из летописи Мурсили II)
Имя фараона в хеттских источниках записано Нибхурурияс, что является неточным воспроизведением тронного имени фараона Тутанхамона — «неб-хеперу-Ра» (егип. Nb-ḫprw-Rˁ) — «живое воплощение Ра».

### Смерть
В конце концов Суппилулиума I принял решение и отправил в Египет одного из своих сыновей Заннанзу, надеясь на восстановление дружеских отношений между государствами. При этом, правитель хеттов рассчитывал расширить своё влияние через такой брак. Но вскоре ко двору Суппилулиумы I пришли тревожные вести о смерти Заннанзы: «Люди Египта убили Цаннанцаса», «Цаннанцас умер!».

[Когда же] об убийстве Цаннанцы отец мой усл[ышал], [он Цанна]нцу стал оплакивать, и к бога[м…] он обратился так: «О боги! Я… не причинил [зл]а, люди [же] Егип[та] [мне его] причинили, и [они напали] на границы моей страны»— KUB XIX, лиц. стор., 5-11.
Как считают некоторые египтологи, убийство Заннанзы могло быть делом рук тех сил, которым «было невыгодно укрепление власти Анхесенпаамун, и прежде всего Эйе, а также полководцу Хоремхебу, руководившему борьбой Египта с хеттской экспансией в Сирии в годы царствования Тутанхамуна» Суппилулиума I разгневался и обвинил в убийстве сына египтян. Иносказательно он пишет, что «сокол разорвал маленького цыплёнка». В этом выражении ряд учёных видит намёк на виновность Хоремхеба, в имени которого содержится имя сокологолового бога Гора.
Убийство Заннанзы по пути в Египет осложнило и без того напряжённые отношения между Хеттским и Египетским царствами. Лишь много лет спустя при фараоне Рамсесе II и царе Хаттусили III (внуке Суппилулиумы I) между двумя государствами был подписан первый известный истории мирный договор.

## В массовой культуре
- Один из главных героев манги Red River
- Герой книги Джанет Моррис «I, the Sun», 1983